# 完全布尔代数
在数学中，完全布尔代数是所有子集都有上确界的布尔代数。完全布尔代数在力迫理论中有重要作用。任何布尔代数A都有一A是其子代数的最小的完全布尔代数。作为偏序集合，这种 A 的补全叫做戴德金补全。

## 例子
所有有限布尔代数都是完全的。
给定集合的子集的代数是完全布尔代数。
对应于任何拓扑空间的正规开代数都是完全布尔代数。这个例子特别重要，因为所有力迫偏序集合都可以被认为是一个拓扑空间(给由是小于等于给定元素的所有元素的集合的那些集合组成的拓扑的基)。对应的正规开代数可以用来形成等价于通过给定力迫偏序集合的一般扩展的布尔值模型。

## 反例
作为不完全的布尔代数的一个例子，考虑自然数的所有集合的搜集，并忽略有限差。结果的对象指示为 P(ω)/Fin，由自然数的集合的所有等价类组成，这里有关的等价关系是两个自然数的集合是等价的，如果它们的对称差是有限的。类似的定义布尔运算，例如，如果 A 和 B 是在 P(ω)/Fin 中的两个等价类，我们定义 {\displaystyle A\land B} 是 {\displaystyle a\cap b} 的等价类，这里的 a 和 b 分别是 A 和 B 某个(任何)元素。
现在设 a0, a1,... 是自然数的逐对不相交无限集合，并设 A0, A1,... 是它们在 P(ω)/Fin 中对应的等价类。则给定 A0, A1,... 在 P(ω)/Fin 中的任何上界 X，我们可以找到一个更小的上界，通过从 X 的一个代表去除每个 an 的一个元素。所以 An 没有上确界。